# Mikko Rönnholm
Mikko Armas Rönnholm (ur. 8 lutego 1946 w Naantali) – fiński polityk, inżynier i menedżer, deputowany do Eduskunty, poseł do Parlamentu Europejskiego IV kadencji.

## Życiorys
Z wykształcenia inżynier, dyplom (diplomi-insinööri) uzyskał w 1971. Pracował jako inżynier w Turku, później jako menedżer w spółce prawa handlowego. W wieku 18 lat zaangażował się w działalność polityczną w ramach Socjaldemokratycznej Partii Finlandii. Od 1969 wybierany na radnego w Naantali, pełnił funkcję przewodniczącego tego gremium. W latach 1979–1987 i 1991–1995 sprawował mandat posła do Eduskunty. Od 1995 do 1996 był eurodeputowanym w ramach delegacji krajowej po akcesji Finlandii do Unii Europejskiej. W PE IV kadencji pracował w Komisji ds. Kontroli Budżetu oraz Komisji ds. Gospodarczych i Walutowych oraz Polityki Przemysłowej. Zatrudniony później w państwowym koncernie energetycznym Imatran Voima. Pozostał jednocześnie aktywnym działaczem lokalnych struktur socjaldemokratów.